# Katie Zaferes
Katie Zaferes (* 9. Juni 1989 in Baltimore als Katie Hursey) ist eine US-amerikanische Triathletin und Weltmeisterin auf der Triathlon-Kurzdistanz (2019). 2021 gewann Zaferes bei Olympia Bronze.

## Werdegang

### Triathlon-Profi seit 2013
Katie Hursey startet seit 2013 als Triathlon-Profi. Seit Januar 2014 ist sie mit dem Triathleten Tommy Zaferes verheiratet. Die Saison 2014 beendete sie mit dem 16. Rang in der Triathlon-Weltmeisterschaft.
Sie startete in der Saison 2015 im US-amerikanischen Triathlon-Nationalteam und im März wurde sie Zweite sowohl beim Auftaktrennen der Weltmeisterschaftsrennserie in Abu Dhabi als auch beim zweiten Rennen der laufenden Jahreswertung in Neuseeland.

Die Triathlon-Weltmeisterschafts-Rennserie 2015 über zehn Rennen schloss sie auf dem fünften Rang ab und sie wurde im September Dritte bei der Staatsmeisterschaft Triathlon.

### Olympische Sommerspiele 2016
Im Juli 2016 konnte sie in Hamburg auf der Sprintdistanz ihr erstes Rennen bei der ITU-Weltmeisterschaft-Rennserie gewinnen. Katie Zaferes qualifizierte sich für einen Startplatz bei den Olympischen Sommerspielen, sie ging am 20. August in Rio de Janeiro für die USA an den Start und belegte den 18. Rang.
Im September belegte sie mit dem dreizehnten Rang im letzten Rennen der Saison den vierten Rang in der Jahreswertung der ITU-Weltmeisterschaft auf der Triathlon-Kurzdistanz.
In Japan wurde sie im Mai 2017 Zweite im dritten Rennen der Weltmeisterschaftsrennserie 2017 und übernahm damit die Führung in der Jahreswertung. Ihr Trainer ist Joel Filliol. Im Juli 2017 wurde die damals 28-Jährige in Hamburg mit dem amerikanischen Team Vizeweltmeister im Mixed-Relay (gemischte Staffel). Die Weltmeisterschaftsrennserie 2017 beendete sie nach dem letzten Rennen im September als beste US-Amerikanerin auf dem dritten Rang.
Sie wurde im September 2018 Vizeweltmeisterin bei der Weltmeisterschaftsrennserie 2018.

### ITU-Weltmeisterin Triathlon Kurzdistanz 2019
Im August 2019 wurde die 30-Jährige in Lausanne mit ihrem fünften Sieg im achten und letzten Rennen der laufenden Rennserie (ITU World Championship Series 2019, Grand Final) Weltmeisterin auf der Triathlon-Kurzdistanz. Mit 347.500 US-Dollar Preisgeld war Katie Zaferes die bestverdienende weibliche Triathletin der Saison 2019.
Im September 2020 wurde Zaferes in Hamburg Fünfte bei der Weltmeisterschaft – die Rennserie der ITU war im Zuge der Coronavirus-Pandemie auf ein einziges, entscheidendes Rennen über die Sprintdistanz reduziert worden. In der Saison 2021 wurde sie wieder für das US-Nationalteam nominiert.
Im Juni 2021 wurde sie nominiert für einen Startplatz bei den Olympischen Sommerspielen – zusammen mit Taylor Knibb, Summer Rappaport, Kevin McDowell und Morgan Pearson. Die 32-Jährige gewann in Tokio die Bronzemedaille.
Katie Zaferes startete am 28. August 2021 für das im Collins Cup der Professional Triathletes Organisation zusammengestellte Team USA – zusammen mit Jackie Hering, Jocelyn McCauley, Skye Moench, Chelsea Sodaro, Taylor Knibb, Sam Long, Rodolphe Von Berg, Matt Hanson, Ben Kanute, Justin Metzler und Andrew Starykowicz.

## Sportliche Erfolge
| Datum/Jahr    | Rang | Wettbewerb                                   | Austragungsort | Zeit     | Bemerkung |
| ------------- | ---- | -------------------------------------------- | -------------- | -------- | --- |
| 14. Juli 2024 | 24   | ITU World Championship Series 2024           | Hamburg        | 00:57:00 | |
| 15. Apr. 2023 | 1    | Americas Triathlon Cup                       | St. Peters     | 01:00:08 | Missouri |
| 5. Sep. 2020  | 5    | ITU World Championship Series 2020           | Hamburg        | 00:54:50 | Weltmeisterschaft |
| 28. Juni 2019 | 1    | ITU World Championship Series 2019           | Montreal       | 00:58:15 | |
| 8. März 2019  | 1    | ITU World Championship Series 2019           | Abu Dhabi      | 00:55:31 | erstes Rennen der Saison                                                                                              |
| 6. Okt. 2018  | 3    | ETU Triathlon Clubs European Championships   | Lissabon       |          | mit João Pedro Silva und Vera Vilaca und João José Pereira                                                            |
| 10. Juni 2018 | 3    | ITU World Championship Series 2018           | Hamburg        | 00:58:37 | |
| 2. März 2018  | DNF  | ITU World Championship Series 2018           | Abu Dhabi      | –        | Sturz auf dem Rad; erstes Rennen der Saison                                                                           |
| 19. Nov. 2017 | 2    | Island House Invitational Triathlon          | Nassau         |          | zweitägiger Wettkampf                                                                                                 |
| 24. Sep. 2017 | 1    | Super League Triathlon Jersey                | Jersey         |          | Siegerin im dreitägigen Rennformat                                                                                    |
| 17. Juli 2017 | 2    | ITU Sprint Triathlon World Championship Team | Hamburg        |          | Vizeweltmeisterin im Team – zusammen mit Matthew Mcelroy, Ben Kanute und Kirsten Kasper                               |
| 15. Juli 2017 | 4    | ITU World Championship Series 2017           | Hamburg        | 00:59:42 | [ 12 ] |
| 8. Apr. 2017  | 4    | ITU World Championship Series 2017           | Gold Coast     | 00:58:20 | |
| 2. Apr. 2017  | 1    | ITU Triathlon World Cup                      | New Plymouth   | 00:59:28 | |
| 4. Sep. 2016  | 3    | ITU World Championship Series 2016           | Edmonton       | 00:56:56 | |
| 16. Juli 2016 | 1    | ITU World Championship Series 2016           | Hamburg        | 00:57:03 | |
| 30. Mai 2015  | 2    | ITU World Championship Series 2015           | London         | 00:56:06 | Schwimmstrecke verkürzt auf 750 Meter                                                                                 |
| 7. März 2015  | 2    | ITU World Championship Series 2015           | Abu Dhabi      | 00:59:15 | Zweite im ersten Rennen der Saison auf der Sprintdistanz – hinter ihrer Landsfrau Gwen Jorgensen (Weltmeisterin 2014) |
| 23. März 2014 | 1    | ITU Triathlon World Cup                      | New Plymouth   | 00:57:27 | |
| 11. Aug. 2013 | 1    | ITU Triathlon World Cup                      | Tiszaújváros   | 01:00:25 | |

| Datum/Jahr    | Rang | Wettbewerb                               | Austragungsort          | Zeit     | Bemerkung |  |
| ------------- | ---- | ---------------------------------------- | ----------------------- | -------- | --- |  |
| 16. Okt. 2023 | 2    | ITU World Triathlon Cup                  | Brasilia                | 02:00:15 | Zweite hinter der Italienerin Alice Betto                                                                                            |  |
| 31. Juli 2021 | 2    | Olympische Sommerspiele 2020 Mixed Relay | Tokio                   | 01:23:55 | gemischte Staffel (mit Kevin McDowell, Taylor Knibb und Morgan Pearson)                                                              |  |
| 27. Juli 2021 | 3    | Olympische Sommerspiele 2020             | Tokio                   | 01:57:03 | |  |
| 31. Aug. 2019 | 1    | ITU World Championship Series 2019       | Lausanne                | 02:02:45 | „Grand Final“: achtes und letztes Rennen der Saison                                                                                  |  |
| 9. Juni 2019  | 2    | ITU World Championship Series 2019       | Leeds                   | 01:43:21 | viertes Rennen der Saison; hinter Georgia Taylor-Brown                                                                               |  |
| 19. Mai 2019  | 1    | ITU World Championship Series 2019       | Yokohama                | 01:43:21 | drittes Rennen der Saison |  |
| 27. Apr. 2019 | 1    | ITU World Championship Series 2019       | Bermuda                 | 01:59:52 | zweites Rennen der Saison |  |
| 4. Nov. 2018  | 2    | Super League Mallorca                    | Manacor                 |          | Erstaustragung auf Mallorca |  |
| 28. Okt. 2018 | 1    | Super League Malta                       | Malta                   |          | |  |
| 30. Sep. 2018 | 1    | Super League Jersey                      | Jersey                  |          | |  |
| 15. Sep. 2018 | 3    | ITU World Championship Series 2018       | Gold Coast (Australien) | 01:52:33 | |  |
| 26. Aug. 2018 | 2    | ITU World Championship Series 2018       | Montreal                | 01:59:51 | |  |
| 9. Juni 2018  | 3    | ITU World Championship Series 2018       | Leeds                   | 01:57:02 | |  |
| 12. Mai 2018  | 2    | ITU World Championship Series 2018       | Yokohama                | 01:53:58 | |  |
| 28. Apr. 2018 | 3    | ITU World Championship Series 2018       | Bermuda                 | 02:03:25 | |  |
| 16. Sep. 2017 | 2    | ITU World Championship Series 2017       | Rotterdam               | 01:59:34 | im letzten Rennen der Rennserie („Grand Final“) und damit Dritte in der WM-Jahreswertung                                             |  |
| 11. Juni 2017 | 2    | Escape from Alcatraz Triathlon           | San Francisco           | 01:43:10 | hinter Lauren Goss |  |
| 13. Mai 2017  | 2    | ITU World Championship Series 2017       | Yokohama                | 01:58:09 | |  |
| 3. März 2017  | 7    | ITU World Championship Series 2017       | Abu Dhabi               | 02:05:02 | erstes Rennen der WM-Serie 2017 |  |
| 18. Sep. 2016 | 13   | ITU World Championship Series 2016       | Cozumel                 | 02:00:59 | 4. Rang bei der Weltmeisterschaft Triathlon Kurzdistanz                                                                              |  |
| 20. Aug. 2016 | 18   | Olympische Sommerspiele 2016             | Rio de Janeiro          | 02:00:55 | |  |
| 12. Juni 2016 | 2    | Escape from Alcatraz Triathlon           | San Francisco           |          | |  |
| 9. Apr. 2016  | 6    | ITU World Championship Series 2016       | Gold Coast              | 01:58:14 | |  |
| 15. Sep. 2015 | 3    | USA Triathlon National Championships     | Chicago                 | 01:59:25 | 24. Rang im Grand Final der ITU World Championship Series 2015; als drittschnellste US-Amerikanerin bei der nationalen Meisterschaft |  |
| 22. Aug. 2015 | 2    | ITU World Championship Series 2015       | Stockholm               | 02:01:19 | |  |
| 2. Aug. 2015  | 6    | ITU World Olympic Qualification Event    | Rio de Janeiro          | 02:00:26 | |  |
| 25. Apr. 2015 | 2    | ITU World Championship Series 2015       | Kapstadt                | 01:49:52 | Schwimmstrecke verkürzt auf 750 Meter                                                                                                |  |
| 11. Apr. 2015 | 3    | ITU World Championship Series 2015       | Gold Coast              | 01:58:35 | |  |
| 29. März 2015 | 2    | ITU World Championship Series 2015       | Auckland                | 02:10:42 | |  |
| 30. Aug. 2014 | 9    | ITU World Championship Series 2014       | Edmonton                | 02:01:27 | Grand Final – Triathlon-Weltmeisterschaft auf der olympischen Distanz                                                                |  |
| 14. Juli 2013 | 1    | ITU Triathlon World Cup                  | Palamós                 | 02:01:19 | |  |

| Datum/Jahr    | Rang | Wettbewerb      | Austragungsort | Zeit     | Bemerkung   |
| ------------- | ---- | --------------- | -------------- | -------- | ----------- |
| 28. Aug. 2021 | 2    | PTO Collins Cup | Šamorín        | 03:38:02 | im Team USA |

(DNF – Did Not Finish)